# 德恆
德恆（1895年—1934年），字健亭，那拉氏，满洲镶黄旗人，桂祥之子，慈禧太后的姪子，隆裕太后弟弟，同治帝、光緒帝的表弟。清朝外戚。

## 生平
德恒是三等承恩公桂祥的长子。《清史稿·卷一六七·表第七》中有载。1934年，德恒逝世。

## 家庭
- 妻：英氏，1947年卒，享年51岁。和德恒育有二女一子。
- 长女：德淑敏，现名叶燕生，1930年5月22日生，现居西安。
- 子：德恩贤，1931年7月27日生，1982年卒，葬太子峪陵园。德恩贤有四个女儿，分别为德欣欣、德温温、德明明、德迎迎。
- 次女：德淑琴，现名叶华，1933年8月12日生，现居南京。[1]